# Literatura espanyola del Barroc

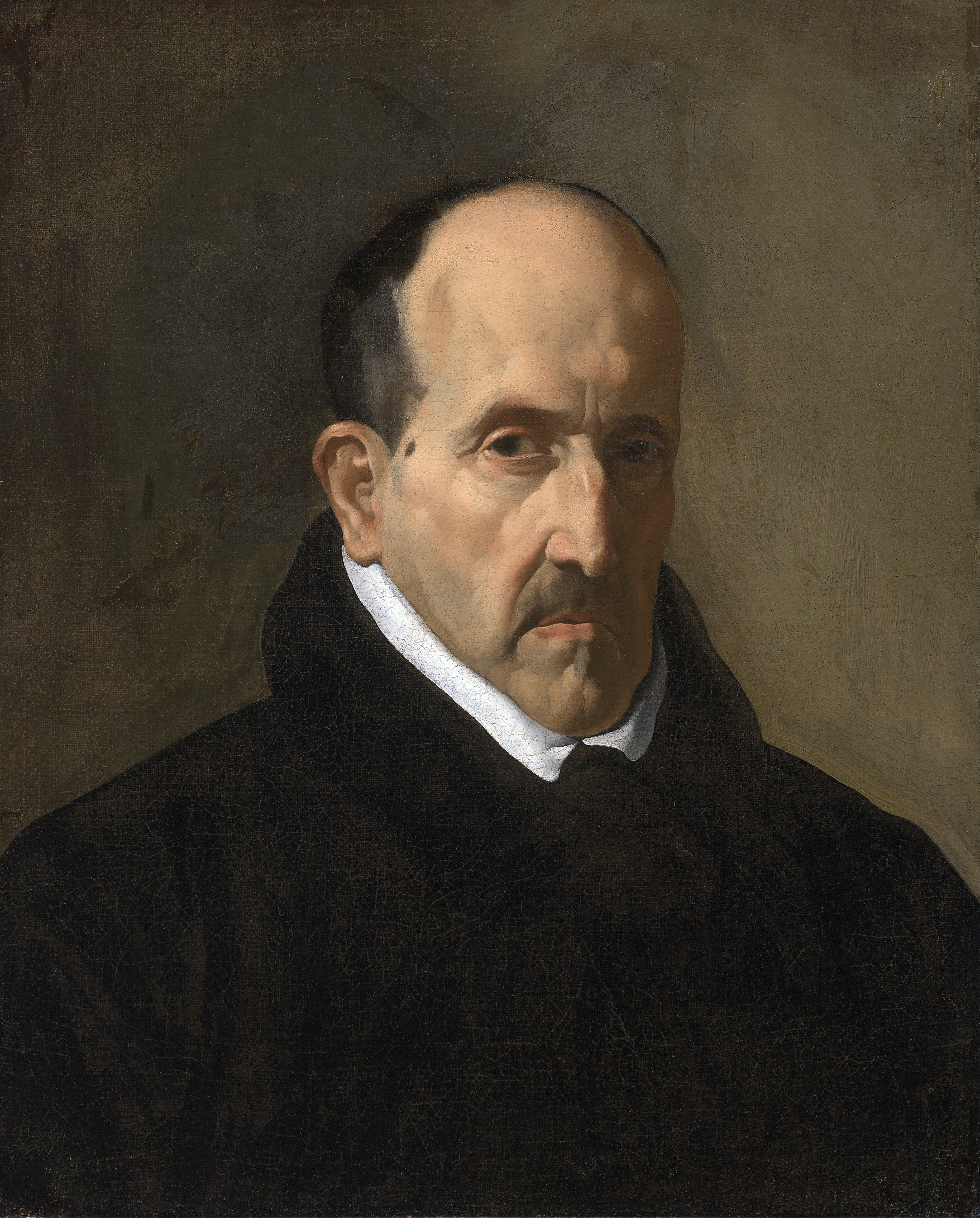
Luis de Góngora, oli de Velázquez (1622).

La literatura espanyola del Barroc és un període de creació literària que comprèn aproximadament des de les obres inicials de Góngora i Lope de Vega, a la dècada de 1580, fins ben entrat el segle xviii. El segle més característic del Barroc literari espanyol és el segle xvii, en el qual aconsegueixen el seu màxim nivell, prosistes com Baltasar Gracián i Francisco de Quevedo, dramaturgs com Lope de Vega, Tirso de Molina, Calderón de la Barca i Juan Ruiz de Alarcón, o la producció poètica dels citats: Quevedo, Lope de Vega i Góngora.
Les característiques fonamentals de la literatura barroca espanyola són la progressiva complexitat en els recursos formals, una temàtica centrada en la preocupació pel pas del temps i la pèrdua de confiança en els ideals neoplatònics del Renaixement. Tanmateix, cal destacar la varietat i diversitat en els assumptes tractats, l'atenció al detall i l'afany d'atraure un públic ampli, del qual és exemple la proliferació de la comèdia nova de Lope de Vega. Es passa d'una preocupació sensual dominant al segle xvi, a un èmfasi en els valors morals i pedagògics, en què conflueixen dos corrents: el neoestoïcisme i el neoepicureïsme. El Criticón de Gracián suposa un punt d'arribada en la reflexió barroca sobre l'home i el món, la consciència del desengany, un pessimisme vital (però, no exempt d'esperança), amb una crisi de valors general.
La barreja de gèneres és una de les característiques del Barroc. En Góngora hi conviu la poesia lírica d'estil sublim de la Fábula de Polifemo y Galatea, que fa virtut de la dificultat amb romanços i letrillas satíric burlesques, d'àmplia difusió popular. Els dos corrents es fan híbrids en la Fábula de Píramo y Tisbe. Quevedo cultiva tant els poemes metafísics i morals més transcendents, com escriu sobre assumptes de baix nivell i fins i tot de mal gust.(Gracias y desgracias del ojo del culo).
El teatre barroc espanyol configura una escena popular que ha perdurat com a producció clàssica per al teatre contemporani. Els drames filosòfics de Calderón de la Barca, dels quals és un exemple excel·lent La vida es sueño, suposen un zenit en la producció dramàtica espanyola. Com tota la literatura barroca, s'inscriu en una època d'esplendor que rep el nom genèric de Segle d'or.

## Context històric

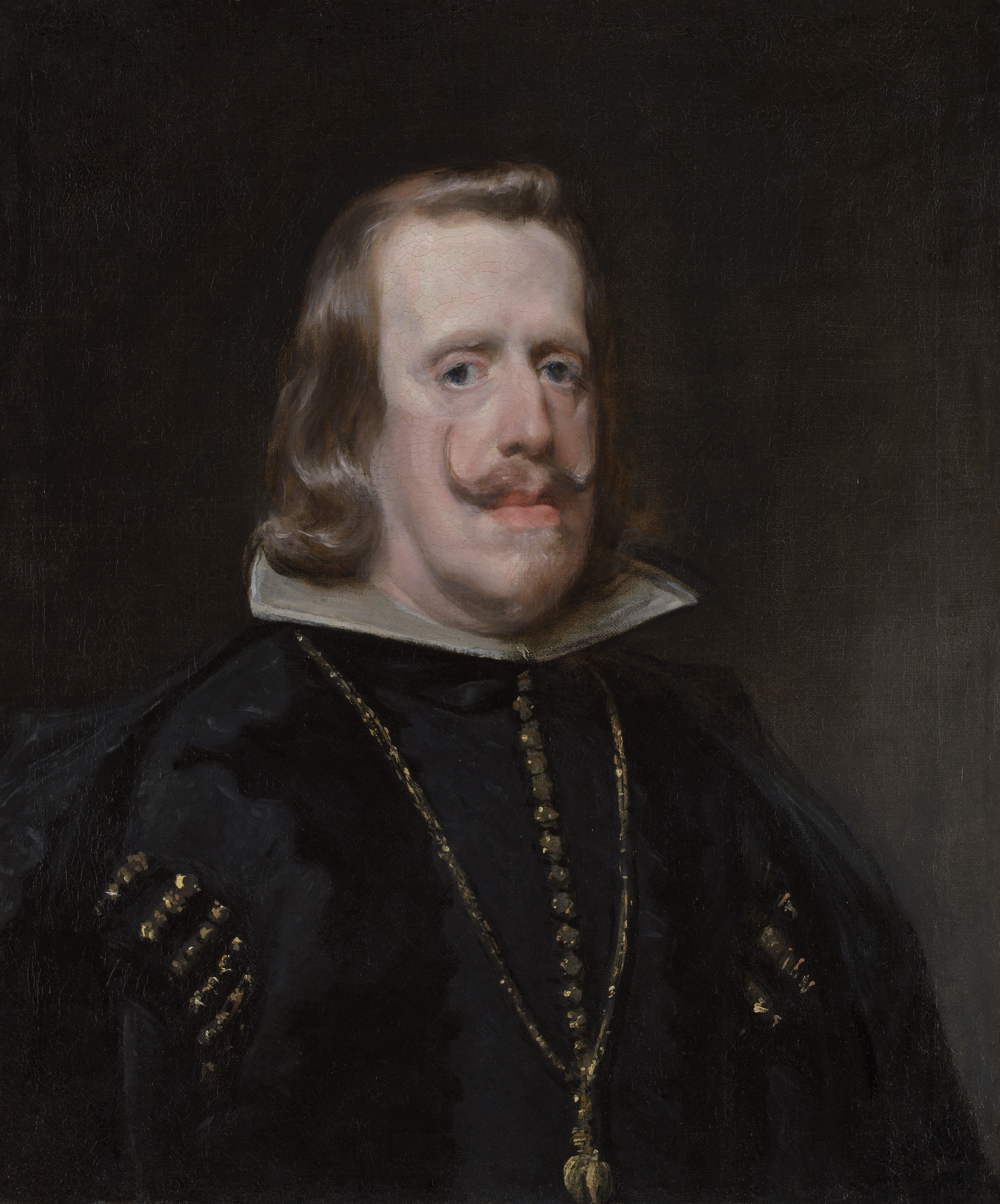
Felip IV d'Espanya. Oli de Diego Velazquez (1656).

El Barroc espanyol es produeix en el context del qual anomenem Segle d'or de la literatura espanyola. En aquest període, Espanya va estar governada per tres monarques: Felip II, Felip III i Felip IV, governant aquest últim fins a 1665. Felip II, fill i successor de Carles V del Sacre Imperi Romanogermànic i I d'Espanya, per abdicació d'aquest, va prendre possessió del tron espanyol el 1556.
Durant la centúria anterior, Espanya havia aconseguit la seva major extensió territorial. Gràcies a herències, conquestes, convenis diplomàtics i matrimonis reials, van arribar a estar sotmeses al ceptre de Carles V, Nàpols i Sicília; Flandes, Alemanya, Hongria i Portugal, a part de les noves terres d'Amèrica. Per contra, a Felip III i Felip IV els va tocar perdre un a un tots els territoris europeus, provocant una crisi important de la monarquia hispànica.
Espanya va participar en la Guerra dels Trenta anys (1618-1648), que va suposar l'enfrontament dels territoris hispanogermànics contra una aliança del nord del continent, reforçada amb la incorporació de França. S'hi barrejaven els interessos polítics i les guerres de religió iniciades el segle anterior. Aquesta guerra va finalitzar amb els tractats de la Pau de Westfàlia (1648) pels quals perd els territoris dels Països Baixos i, Holanda aconsegueix la seva independència. La guerra va suposar el col·lapse de l'economia dels estats alemanys, provocant escassetat d'aliments i llançant al carrer un important nombre de rodamons i captaires. Espanya, sostinguda inicialment pels metalls de les Amèriques, es va afeblir tant políticament com econòmicament.
Durant el segle xvii la política dels Àustries es caracteritza per governar a través de privats (validos) i, en molts aspectes hi ha una «medievalització» de la vida espanyola.

Pel que fa a l'economia es veu condicionada per l'expulsió dels moriscos (1609), per part de Felip III. Aquest fet, suposa un empobriment de l'agricultura i el comerç del país. L'economia s'estanca i s'introdueixen les monedes de coure en lloc de les d'or i plata. La pressió fiscal que imposa la guerra, i el descontentament polític general provoquen entre d'altres la revolta de Portugal que aconseguirà independitzar-se de la monarquia hispànica mitjançant el Tractat de Lisboa (1668). 

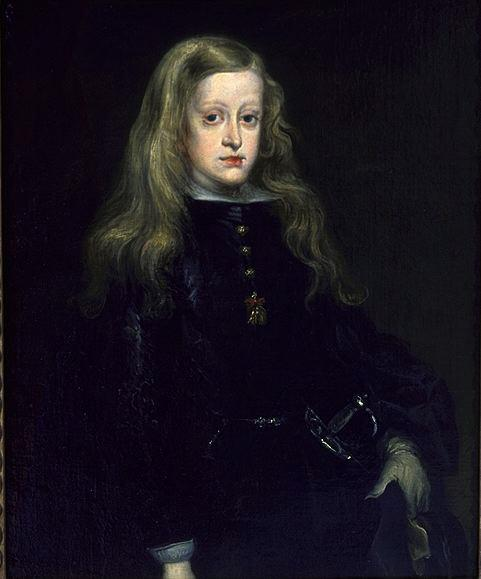
Carles II. Oli de Juan Carreño Miranda ca. 1666

La pobresa, les males collites, les epidèmies de pesta i els elevats impostos provoquen un alarmant descens de la població i la migració del camp a la ciutat. Moltes zones queden despoblades, la qual cosa perjudica l'economia de totes les nacions europees.
A Catalunya, es produeix la Guerra dels Segadors (1640-1659), un aixecament contra els abusos de les tropes espanyoles que va acabar suposant la pèrdua de la Catalunya del Nord, amb la signatura del tractat dels Pirineus. El principat, a banda de la progressiva pèrdua de poder polític, s'endinsa en un procés de castellanització progressiu que caracteritzarà a les classes nobles catalanes.
Les contínues guerres amb França evidencien encara més la decadència d'Espanya davant el poder de l'estat veí. Amb Carles II, sense descendència, nomena com a hereu a Felip d'Anjou, futur Felip V, net de Lluís XIV de França. Decisió que va donar origen a la guerra de Successió i que acabà amb el Tractat d'Utrecht (1714).

## Característiques barroques

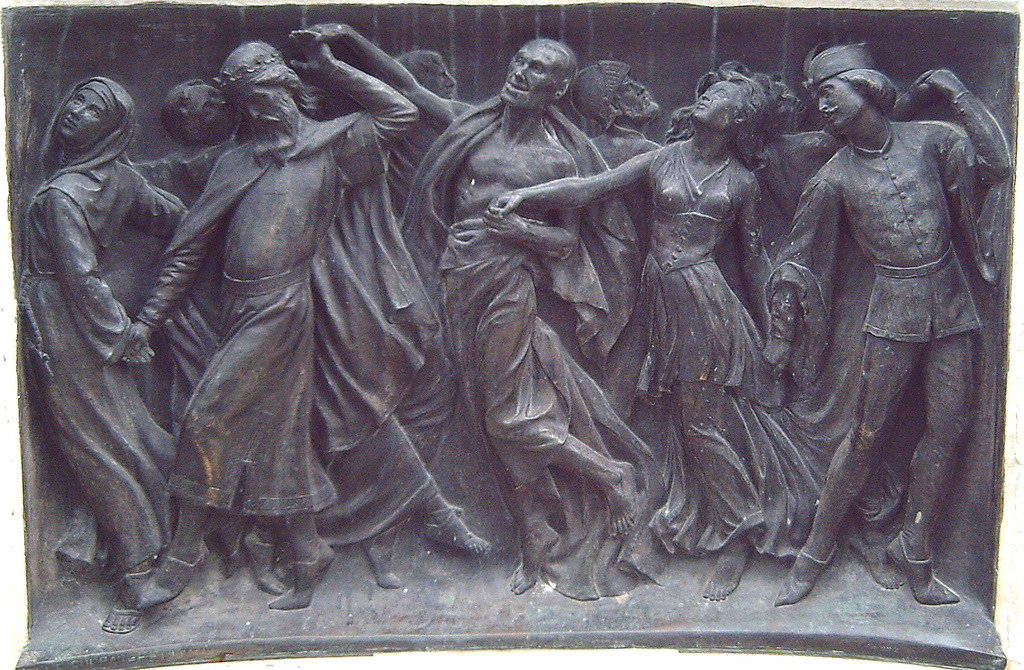
La Dansa de la Mort. Monument a Calderón, Madrid.

El Barroc es caracteritza pels següents trets:
- Pessimisme: el Renaixement no va aconseguir el seu propòsit d'imposar l'harmonia i la perfecció al món, tal com pretenien els humanistes. Tampoc havia fet més feliç a l'home. Les guerres i les desigualtats socials continuaven estant presents; el dolor i les calamitats eren comunes a tot Europa. S'instal·la un pessimisme intel·lectual, cada cop més accentuat, unit al caràcter despreocupat del qual donen testimoni les comèdies d'aquella època i les berganteries en què es basen les novel·les picaresques.[13][14]
- Sentiment de vertigen per la immensitat del cosmos, sense límit i sense centre. L'home ja no és el centre de l'univers i per això l'ideari porta al Hominem te esse cogita o Memento mori ("pensa que ets mortal"),[15] un reclam contra la supèrbia humana. Així doncs, es dona la pèrdua de confiança en els ideals renaixentistes i en la fe de les capacitats il·limitades de l'ésser humà.
- Desengany: Com els ideals renaixentistes van fracassar i, en el cas d'Espanya, el poder polític estava esvaint-se, el desengany continua. Aquest sentiment emergeix a la literatura, que en molts casos recorda a la de dos segles abans, amb la Dansa de la Mort o les Coplas por la muerte de su padre de Manrique. Quevedo diu que la vida està formada per «successions de difunts»: en les quals es van convertint els nascuts, des dels bolquers fins a la mortalla amb la qual es cobreixen els cossos sense ànima. S'entén com una presa de consciència sobre la condició humana que és incerta i immutable. En conclusió, gens té importància, només cal aconseguir la salvació eterna.[16]
- Preocupació pel pas del temps (Tempus fugit) perquè porta ràpidament a la mort i a l'oblit (Ubi sunt?).[17][18]
- Tornada al neoplatonisme: la imperfecció dels sentits humans i l'engany de la realitat empírica impossibiliten el coneixement. Així doncs, no hi ha accés a l'essència de les coses. El coneixement és una paradoxa laberíntica, per la qual cosa el llenguatge enganya, però alhora és l'única via per aprendre.[19]

## Actitud dels escriptors
Davant la crisi barroca, els escriptors espanyols reaccionen de diverses maneres:
- Evasió: Tractant de desentendre's de la realitat. Ho fan cantant gestes o velles glòries del passat, o bé presentant un món ideal en què els problemes es resolen degudament i triomfa l'ordre. Aquest és el cas del teatre de Lope de Vega i els seus seguidors. Uns altres, prefereixen, però refugiar-se al món de l'art i de la mitologia, com és el cas de Góngora.[20]
- Satiritzant la realitat: Un altre grup d'escriptors opta per burlar-se de la realitat, com Quevedo, Góngora en algunes ocasions i la novel·la picaresca.[21][22]
- Amb estoïcisme: Exposen la seva queixa sobre la vanitat del món, la fugacitat de la bellesa i de la vida, la fama transitòria. El màxim exponent d'aquesta actitud va ser Calderón de la Barca en els autos sacramentals.[23][24]
- Moralitzant: Critiquen els defectes o vicis proposant models de conducta segons amb la ideologia política i religiosa de la seva època. Els seus principals exponents són la prosa narrativa i doctrinal de Gracián i Saavedra Fajardo.[25]

## La prosa del

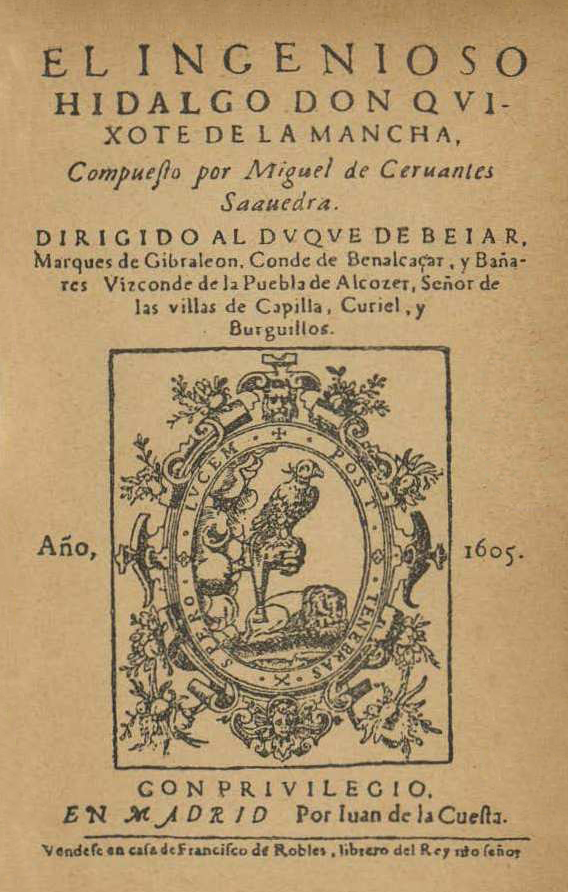
Portada de la editio princeps del El Ingenioso Hidalgo Don Quijote de la Mancha (1605).

## La prosa delseglexvii

### La prosa de Miguel de Cervantes
La narrativa del XVII s'obre amb la figura de Miguel de Cervantes, que el 1580 torna a Espanya després de deu anys d'absència.
La seva primera obra impresa va ser La Galatea (Alcalá de Henares, 1585). És una novel·la pastoril en sis llibres de vers i prosa, segons el model de la Diana de Montemayor. tot i que trenca amb la tradició a l'introduir elements realistes, com l'assassinat d'un pastor, o l'agilitat de certs diàlegs.
En 1605 publica L'enginyós hidalgo Don Quixot de la Manxa, conegut com El Quixot, que troba un èxit immediat.
En 1613 apareixen les Novelas ejemplares, col·lecció de dotze novel·les curtes que busquen una exemplaritat, encara que aquesta no sempre quedi clara.
La següent prosa cervantina va ser L'enginyós cavaller el Quixot de la Manxa (1615), segona part del Quixot.
En 1617, un any després de morir Cervantes, apareixen Los trabajos de Persiles y Sigismunda. Es tracta d'una novel·la bizantina o novel·la grega, a imitació d'Heliodor d'Emesa (s. III-IV dC.) i la seva Història etiòpica de Teàgenes i Caríclea, que relata, en quatre llibres, com Períandre i Auristela viatgen des de les terres septentrionals de Noruega o Finlàndia fins a Roma per rebre matrimoni cristià. Com és típic d'aquest subgènere, al llarg del periple patiran peripècies o treballs: la captivitat entre bàrbars i la gelosia de pretendents de tots dos amants. L'obra aprofita recursos de les Novel·les exemplars, especialment de les italianitzants, com els embolics, les confusions, disfresses, etc.

### La prosa de Quevedo

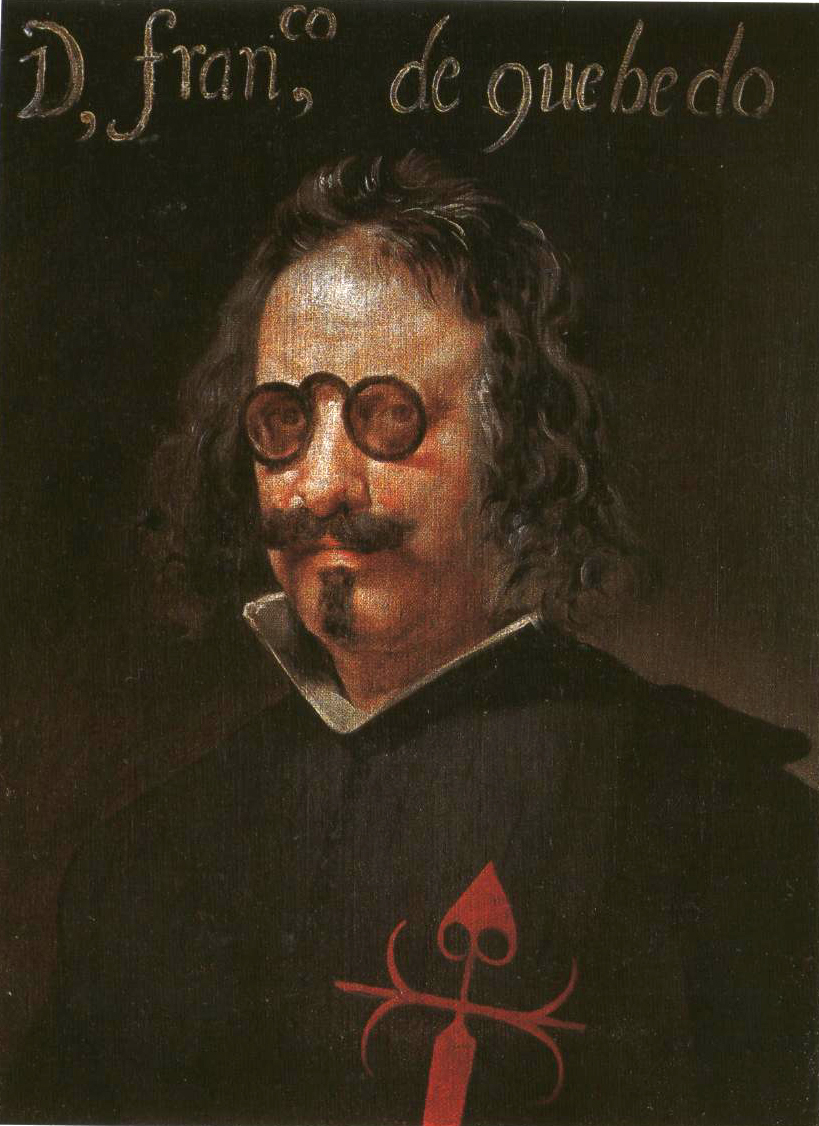
Retrat de l'escriptor Francisco de Quevedo, màxim exponent del conceptisme, vestit com a cavaller de l'Orde de Santiago. Instituto Valencia de Don Juan, mitjans del.

Francisco de Quevedo redacta cap a 1604 la seva primera obra en prosa de ficció: la novel·la picaresca titulada Historia de la vida del Buscón llamado don Pablos; exemple de rodamón i mirall de garrepes.
A més, Quevedo va conrear la prosa satírica, política i moral en obres en què domina una moral estoica, d'arrels senequianes. Tracta assumptes com la crítica d'arquetips de la societat del barroc, la presència constant de la mort en la vida de l'home, i el zel cristià amb què ha de conduir-se la política.
De 1605 data el primer dels seus Sueños y discursos: El Sueño del Juicio Final on narra la resurrecció dels morts, que responen de la seva vida. És una sàtira contra professions o estats socials: juristes, metges, carnissers.
En 1619 escriu la Política de Dios, gobierno de Cristo y tirania de Satanàs. És un tractat polític en el qual exposa una doctrina de bon govern o mirall de prínceps per a un rei just, que ha de tenir com a model de conducta a Jesucrist. L'obra s'emmarca en la línia de l'anti-maquiavelisme espanyol i proposa una política exempta d'intrigues i aliena a les males influències.
Cap a 1636 conclou Quevedo la seva última gran prosa satírica: La hora de todos y la Fortuna con seso, inèdita fins a 1650. En ella Júpiter li demana a la Fortuna que adjudiqui per una hora a cadascun el que veritablement mereix. Això condueix a veure les falses aparences, l'altra cara de la realitat i la veritat oculta després dels vels de la hipocresia, operant per antítesi. Així es dona la paradoxa que els metges són en realitat botxins, els rics, pobres però lladres, i, en definitiva, es presencia una galeria de tipus socials, oficis i estats que és satiritzada implacablement.

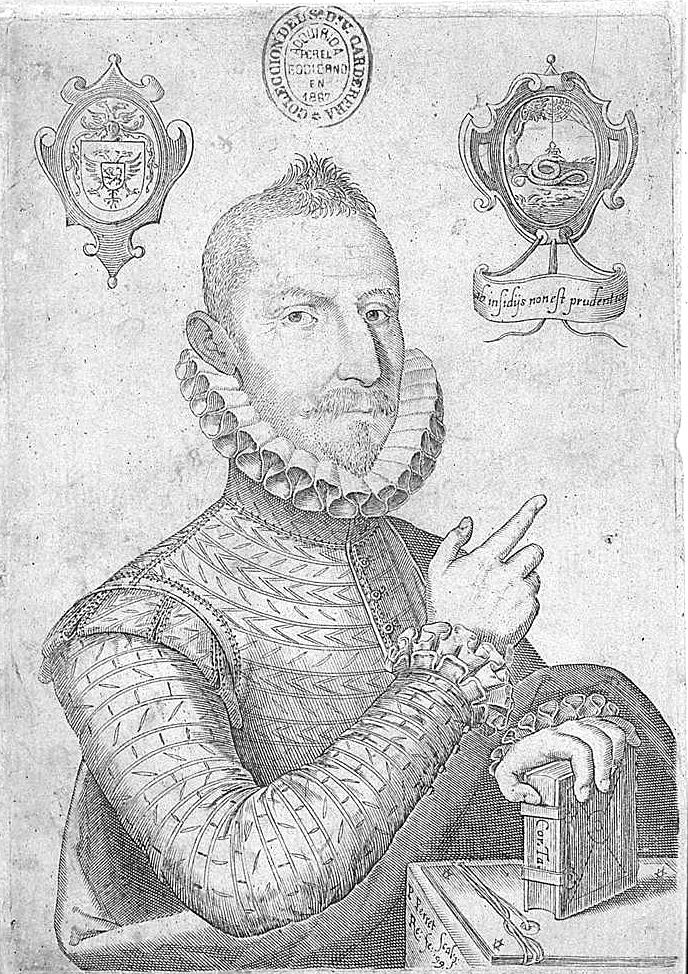
Retrat de l'escriptor Mateo Alemán, conegut per la seva novel·la Guzmán de Alfarache. Gravat de leditio princeps d'aquesta obra (1599).

El Marco Bruto (1644) sorgeix de glosses o comentaris a la biografia que sobre aquest estadista llatí va escriure Plutarc en les seves Vides paral·leles.

### La prosa de Baltasar Gracián

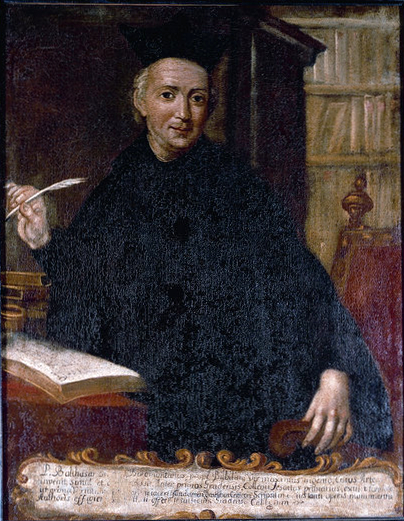
Baltasar Gracián, jesuïta i escriptor adscrit al conceptisme, destaca per la seva obra El Criticón, alegoría de la vida humana.

L'obra més important de la segona meitat de segle és El Criticón (1651-1657) del jesuïta aragonès Baltasar Gracián (1601-1658). Amb ella, la novel·la espanyola es resol en conceptes o abstraccions. La idea s'imposa sobre la figura concreta. Es tracta d'una novel·la filosòfica escrita en forma d'al·legoria de la vida humana.
Gracián va conrear la prosa didàctica en tractats d'intenció moral i de finalitat pràctica, com El Héroe (1637), El Político don Fernando el Católico(1640) o El Discreto (1646). En ells crea tota una sèrie que exemplifica l'home modèlic, prudent i sagaç, i les qualitats i virtuts que li han d'acompanyar.
El Oráculo manual y arte de prudencia és un conjunt de tres-cents aforismes per triomfar al complex món en crisi del segle xvii. Va aconseguir un recent èxit editorial, en vendre una versió d'aquest dens tractat a l'anglès més de cent cinquanta mil exemplars, com a manual d'autoajuda per a executius.
També va escriure una retòrica de la literatura barroca, que partia dels textos per replantejar els tropos de l'època, al no ajustar-se ja a models reconeguts. És un tractat sobre el concepte, que defineix com «un acte de l'enteniment que expressa la correspondència que es troba entre els objectes». És a dir, concepte és tota associació entre idees o objectes. A la seva classificació i dissecció dedica Gracián el seu Arte de ingenio, tratado de la agudeza (1642), ampliat i revisat en el posterior Agudeza y arte de ingenio (1648).
L'estil de Gracián és dens i polisèmic. Està construït a partir de sentències breus, que contenen abundants jocs de paraules i associacions enginyoses de conceptes.
La seva actitud davant la vida és desenganyada, com correspon a la decadència de la societat espanyola. El món es configura com un espai hostil i ple d'enganys i aparences, que imperen sobre la virtut i la veritat. L'home és un ésser interessat i maliciós. Molts dels seus llibres són manuals de comportament que permetin al lector sortir airós, malgrat la malícia dels seus semblants. Per a això, cal ser prudent i savi, aprendre de l'experiència vital i conèixer les intencions dels altres, fins al punt de comportar-se «segons l'ocasió» i «jugar amb dissimulació».
Gracián és reconegut com a precursor de l'existencialisme. Va influir també en els moralistes francesos, com François de la Rochefoucauld, i al segle xix en la filosofia de Schopenhauer.

### Altres prosistes del barroc
Lope de Vega, del que destacarem les conegudes com a Novelas a Marcia Leonarda. És una col·lecció de novel·les miscel·lànies, obres breus, de temàtica amorosa i tècnica d'embolic, que barregen vers i prosa, ambients exòtics, moriscos, jueus, etc., amb erudició recarregada i digressions freqüents i abundants.
Mateo Alemán (Sevilla, 1547- Mèxic, 1615?) és autor de la novel·la picaresca Guzmán de Alfarache. La seva primera part, va ser editada el 1599. Aquesta obra va establir el cànon del gènere i va assolir un èxit formidable a Espanya i Europa, i va ser coneguda per antonomàsia com El pícaro de Alemán. El 1604 va publicar a Lisboa la segona part d'aquesta obra. L'èxit europeu va ser formidable, traduint-se gairebé immediatament a l'italià en les premses venecianes de Barezzi en 1606. En alemany es va publicar a Múnic el 1615. J. Chapelain va traduir les dues parts de la novel·la al francès i les va publicar a París el 1620. Dos anys després s'estampava a Londres la versió anglesa de James Mabbe que, en un pròleg extraordinari, diu del murri Guzmán que era «semblant al navili, que camina donant vores en la ribera, i mai no acaba de prendre port».

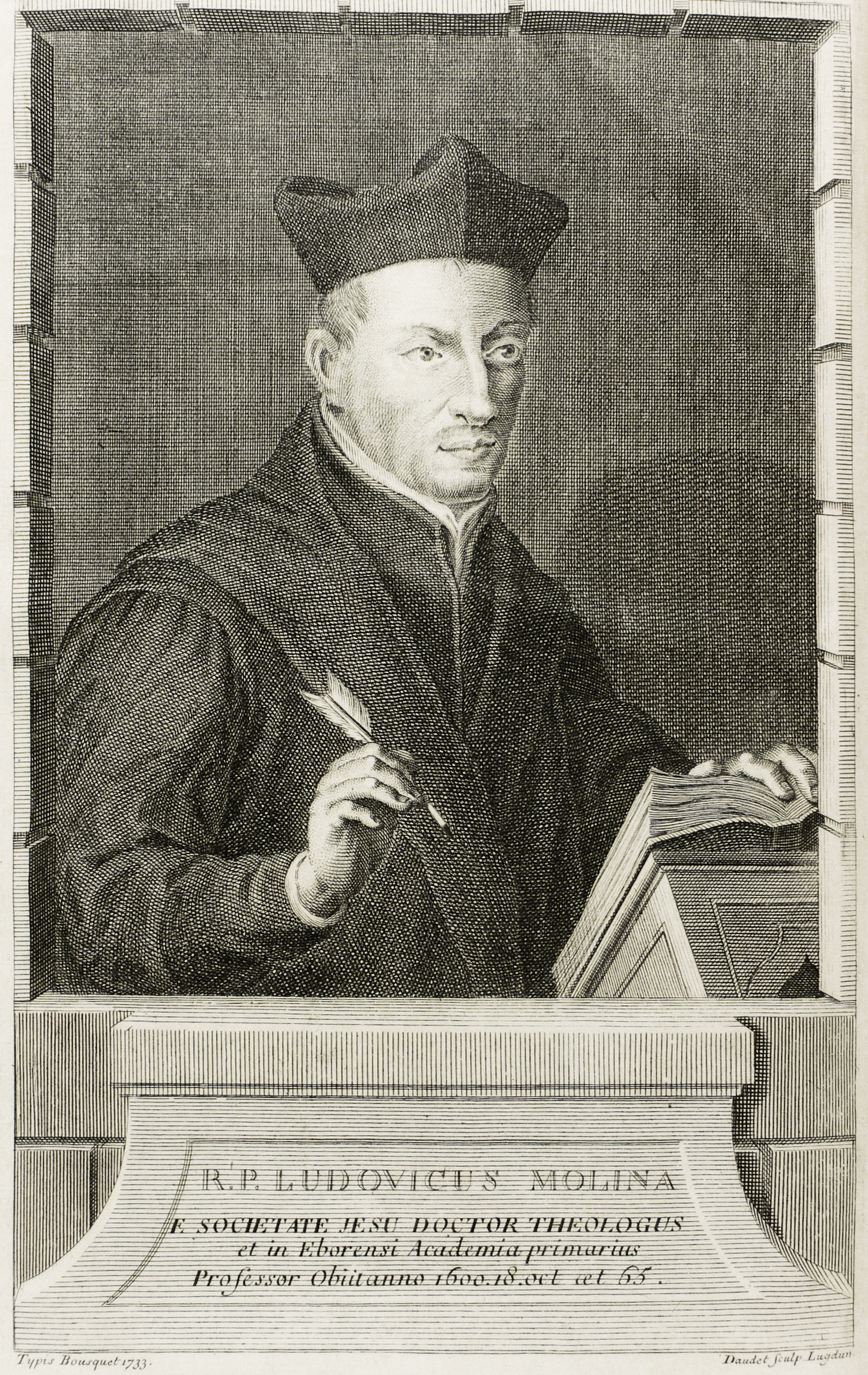
Luis de Molina, gravat extret de De Justitia et jure opera omnia, tractatibus quinque, tomisque totidem comprehensa − Editio novissima

Alonso de Castillo Solórzano (1584 - abans de 1648), natural de Tordesillas (Valladolid, va ser un novel·lista molt popular. Autor de La niña de los embustes Teresa de Manzanares (1632), Aventuras del Bachiller Trapaza (1637) i La garduña de Sevilla y anzuelo de las bolsas (1642). Obres de factura picaresca en què es barregen novel·les, poemes i algun entremès, com ja hem vist en Lope de Vega.
La madrilenya María de Zayas (1590-1661) se la considera la segona novel·lista del segle, després de Cervantes. En 1637 apareixen les seves Novelas amorosas y ejemplares, col·lecció de deu relats en què la temàtica eròtica crea situacions conflictives i sorprenents.
El sevillà Luis Vélez de Guevara (1579-1644), autor d'El diablo cojuelo (1641), és seguidor de Francisco de Quevedo, practicant la sàtira social acompanyada de figures al·legòriques.
La meitat del segle es tanca amb la Vida y hechos d'Estebanillo González, hombre de buen humor (Anvers, 1646). Narra la seva vida (1608-1646) com a criat de molts amos i soldat en diverses ocasions. Presenta trets de la picardia: estafes, baralles, enganys, borratxeres, robatoris i prostitució.
La prosa filosòfica brilla amb Luis de Molina (1535-1600), il·luminat establert a Roma. La seva doctrina anomenada quietisme va tenir una gran repercussió i influència en els pensadors i escriptors barrocs posteriors a ell. El seu pensament barreja els principis de la religió amb una elaborada filosofia moral.

## El teatre
Les representacions teatrals d'aquesta època s'efectuaven en llocs oberts, places o corrals fixos: els corrals de comèdies. Començaven al voltant de les dues de la tarda i duraven fins al vespre. No hi havia seients i els espectadors restaven habitualment dempeus tota la representació. La noblesa ocupava les balconades i finestres de les cases que envoltaven la plaça o donaven al corral. Les dames assistien a l'espectacle amb la cara coberta amb màscares o darrera de les gelosies. La funció començava amb l'execució en guitarra d'una peça popular. Seguidament es cantaven cançons acompanyades amb diversos instruments. Després, arribava la lloa, espècie d'explicació dels mèrits de l'obra i síntesi del seu argument. Començava la comèdia o obra principal. En els entreactes s'executaven balls o es representaven entremesos. L'escenari era un simple tablado i la decoració una cortina. Els canvis d'escena eren anunciats per un dels actors.
El poeta escrivia la comèdia, i era pagat per l'autor, actualment director, a qui cedia tots els drets sobre l'obra representada o impresa per modificar el text. Les obres duraven en cartell tres o quatre dies, i, amb excepcions, quinze per a una comèdia d'èxit.
Juan de la Cueva, a la segona meitat del segle xvi, introdueix dos elements de gran importància pel desenvolupament d'aquesta producció artística. Primer, l'ètica popular, que va donar origen a les comèdies de caràcter històric nacional. També la llibertat de compondre obres dramàtiques tenint en compte el gust del públic. Lope de Vega i Tirso de Molina van portar a la seva plena realització aquestes característiques.

### Teatre de Lope de Vega

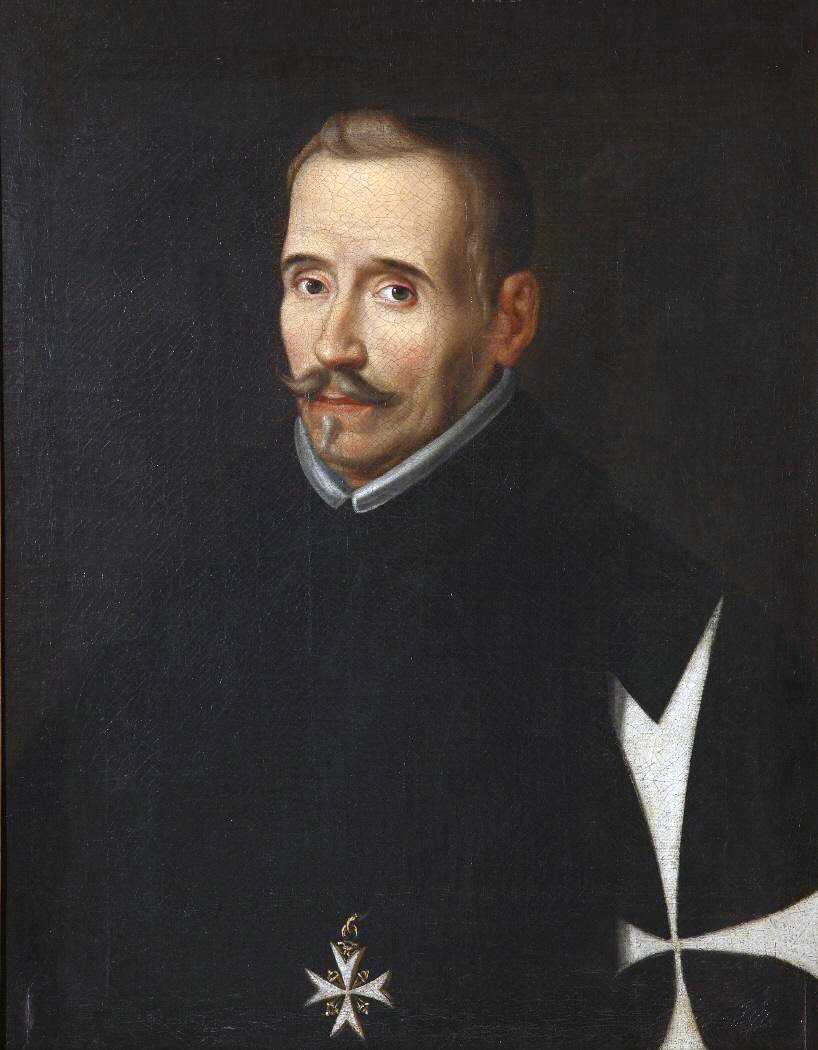
Retrat del poeta i dramaturg Lope de Vega y Carpio. Museo Lázaro Galdiano, principis del segle xvii.

A finals del segle xvi Lope de Vega crea la comèdia nacional: una acció de tema amorós se superposa a una altra històrica o llegendària, morisca, de captius, o religiosa. Es concloïa amb un final feliç. Estava construïda sobre tres jornades, la redondilla o la dècima. S'usen en diàlegs, el romanç en narracions, el sonet en monòlegs i el tercet en situacions greus.
L'obra el Arte nuevo de hacer comedias, data de 1609. Tracta de forma divertida el seu teatre, mostrant menyspreu per la rígida interpretació que els preceptistes -sobretot italians- del Renaixement havien fet de les idees aristotèliques sobre el teatre. Proposa com a valors la naturalitat enfront de l'artifici, la varietat enfront de les unitats, i el fet de prendre en consideració el gust del públic.
De la seva producció dramàtica destaca: Peribáñez y el Comendador de Ocaña (1604-12). És una tragicomèdia desenvolupada el 1406, a Toledo: Peribáñez comprèn que el Comendador d'Ocaña li ha satisfet honors per assetjar a la seva dona. Després de matar-lo guanya el perdó reial.
Lope de Vega, cap el 1614, compondria una de les seves millors tragicomèdies: Fuenteovejuna. Seguint la Chrónica de las tres órdenes (Toledo, 1572) de Francisco de Rades, mostra els abusos del Comendador Fernán Gómez de Guzmán sobre els veïns de Fuenteovejuna i sobre Laurencia, casada recentment amb Frondoso. L'assassinat del comanador pel poble i el perdó dels Reis Catòlics davant l'evidència rematen la seva acció. Es veu en ella una revolta popular davant l'abús del poder, però només reflecteix una injustícia puntual i subratlla la submissió al rei.
El mejor alcalde, el Rey torna a tractar la dignitat camperola: Don Tello, noble significat, abusa d'Elvira, promesa del camperol Sancho. Alfonso VII restaura la seva honra, casant-la amb don Tello, a qui ajusticia, per casar a la ja noble vídua, amb Sancho.
El caballero de Olmedo (ca. 1620-25), és una tragèdia d'arrel celestinesca, basada en un cantar popular: Don Alonso mor a les mans de don Rodrigo, gelós de perdre a doña Inés.

### Teatre de Guillén de Castro

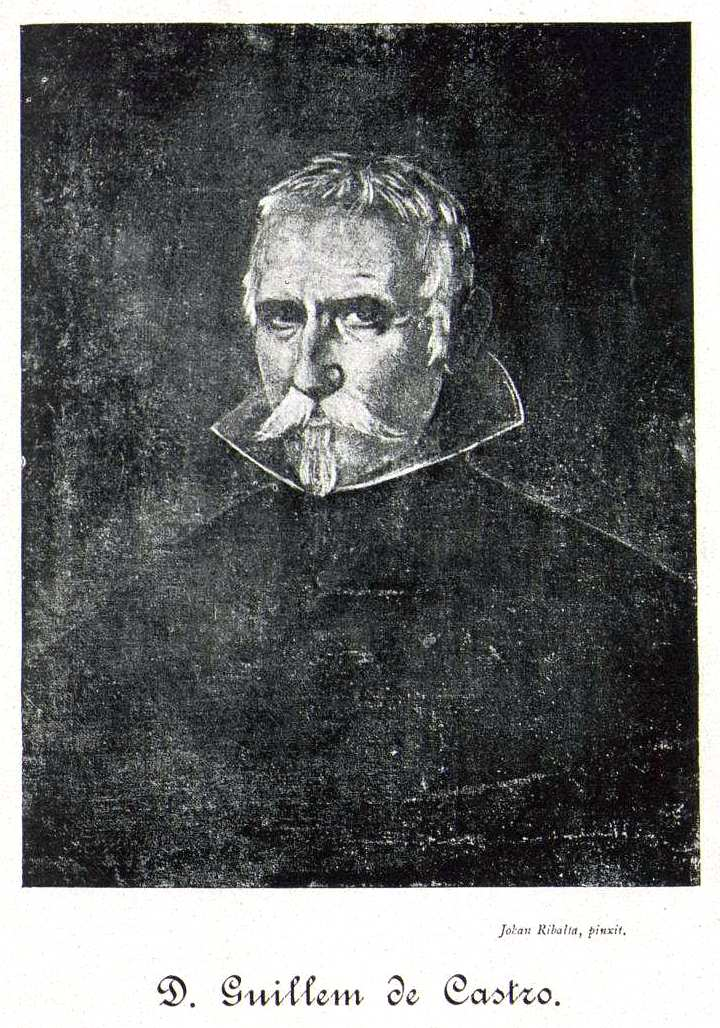
Guillén de Castro. Retrat de Joan Ribalta (1628)

Guillén de Castro va ser un dramaturg espanyol, considerat com el més important de finals del segle xvi. És considerat un dels capdavanters de la comèdia nova lopesca, desenvolupada a partir de la irrupció en el teatre de Lope de Vega. Les seves obres, especialment Las mocedades del Cid van influenciar a altres dramaturgs francesos posteriors.

### Teatre de Tirso de Molina
La dramatúrgia de Tirso de Molina, com la de Lope, compta amb nombroses comèdies de capa i espasa. A Don Gil de las calzas verdes, es dona un enginyós argument que tracta el motiu d'una dona vestida d'home i els equívocs als quals dona lloc aquest fet. Dins aquestes comèdies d'embolics es troba un altre subgènere, el de les comèdies palatines o «de fàbrica», com les va nomenar Bances Candamo. El vergonzoso en palacio s'ha considerat com el model de totes les comèdies que es van escriure posteriorment, en les quals els personatges són d'elevada condició social. No obstant això, Tirso també va destacar en les comèdies d'assumpte greu, com en les comèdies de sants: La dama del olivar i, sobretot, El condenado por desconfiado. Se li ha atribuït tradicionalment la creació del mite de Don Joan en El burlador de Sevilla. Un distingit noble altera l'ordre social deshonrant a les dones i és castigat per l'estàtua funerària d'una de les seves víctimes, pare d'una de les dames burlades, que el mata i l'arrossega als inferns. El seu teatre també destaca per la profunditat psicològica amb què caracteritza als personatges femenins, que van arribar a ser protagonistes de les seves obres.

### Teatre de Juan Ruíz de Alarcón

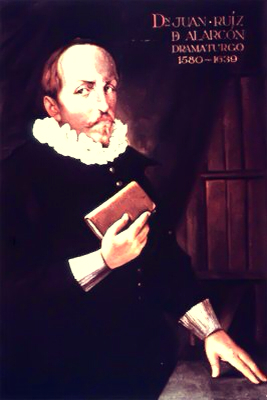
Retrat del dramaturg Juan Ruiz de Alarcón y Mendoza, prolífic en el gènere de la comedia de carácter. Templo de santa Prisca de Taxco, seglo xvii.

Cal destacar la importància d'altres dramaturgs d'alta categoria, com Juan Ruiz de Alarcón. Les seves obres mestres, La verdad sospechosa, que va inspirar Le menteur de Pierre Corneille i El mentider de Goldoni, i Las paredes oyen. La seva El examen de maridos té concomitàncies amb El mercader de Venècia de William Shakespeare, perquè s'inspiren ambdues en una font comuna italiana.

### Teatre de Calderón de la Barca

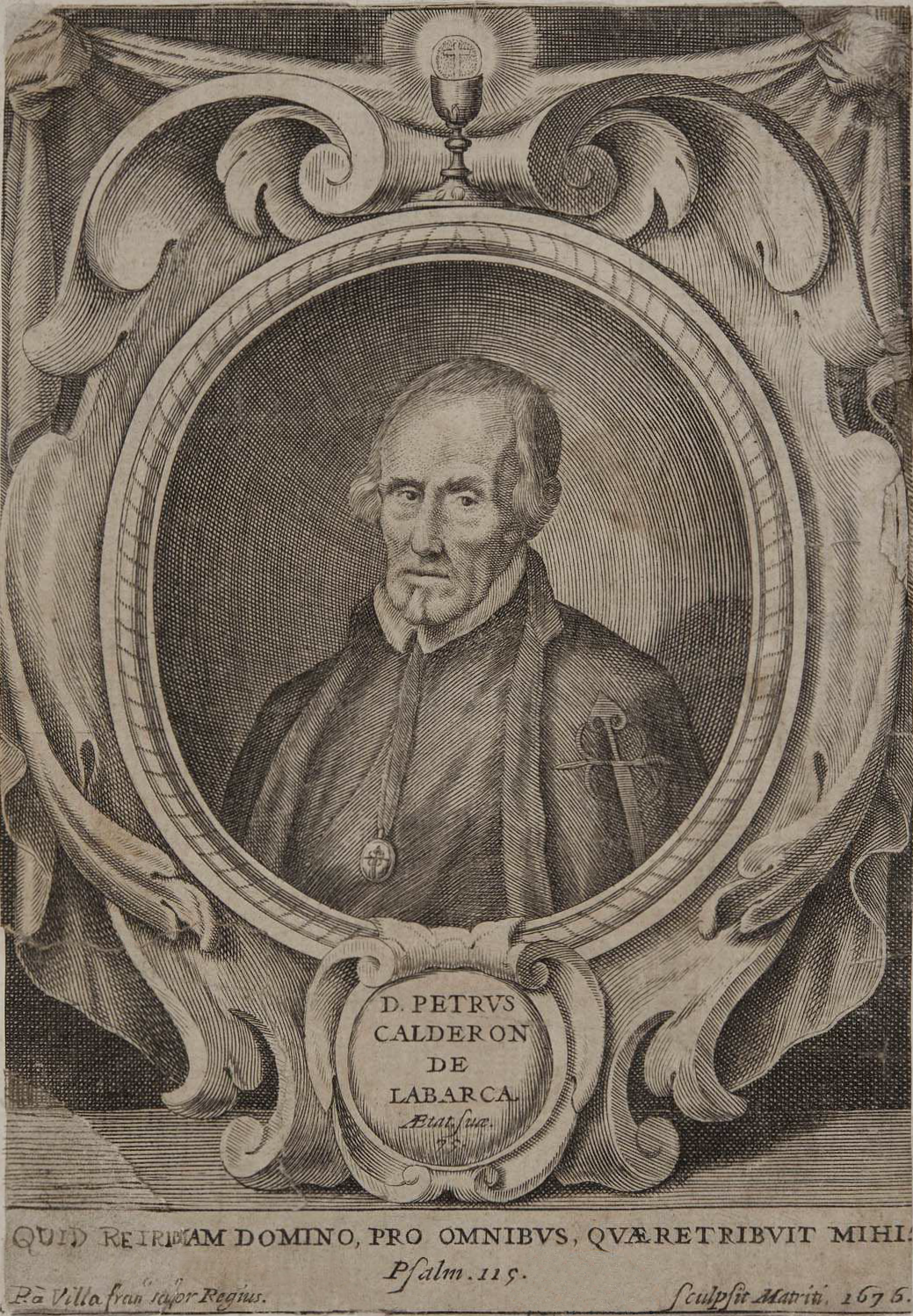
Retrat de Pedro Calderón de la Barca per Pedro de Villafranca, gravat calcogràfic, Madrid, 1676 (Biblioteca Nacional, Madrid).

L'altre gran dramaturg del XVII va ser Pedro Calderón de la Barca (1600-1681). La seva obra més famosa és La vida es sueño (1635), drama filosòfic que presenta a Segismundo, fill del rei de Polònia, encadenat en una torre, pels fatídics pronòstics dels astròlegs reials. Mentre, Rosaura reclama a la Cort el seu honor robat pel duc Astolfo. Aquest corteja a Estrella per ser rei. L'agressivitat de Segismundo esclata en alliberar-ho de la seva torre, on torna, encadenat, creient haver somiat la seva experiència de llibertat. Quan un motí el rescata una altra vegada, el seu albir venç les prediccions: domina la seva condició, casa a Rosaura amb Astolfo i accepta la mà d'Estrella. L'ordre queda establert. El drama acaba amb el final esperat per a un públic de mentalitat i cultura barroca.
El garrote más bien dado es va poder estrenar en 1636 o 37. La seva impressió data de 1651. Des de 1683 rep el títol de El alcalde de Zalamea. Presenta la violació d'Isabel, filla de Pedro Crespo, pel capità Álvaro d'Ataide. Nomenat alcalde Pedro Crespo, l'ajusticia. El rei escolta la seva defensa i li dona la raó. Aquest drama costumista o d'honor segueix el tema tan de Lope de Vega, sobre l'honor del brètol.
A més d'aquestes obres, Pedro Calderón de la Barca, ha contribuït a la literatura espanyola amb un gran nombre d'actuacions sacramentals, de les quals destaca El gran teatro del mundo.

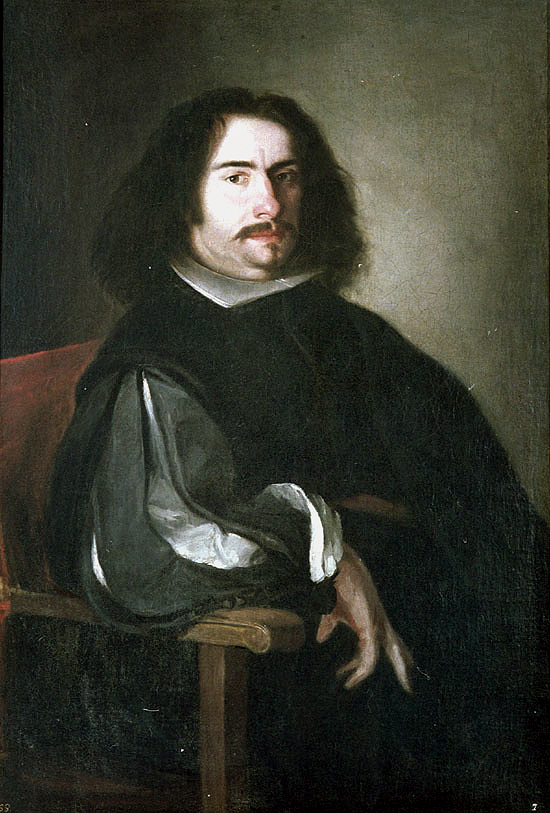
Agustín Moreto, de l'escola de Calderón. Retrat de Juan de Pareja, entre 1648 o 1653

Seguint l'Escola de Calderón, trobem un conjunt d'autors teatrals que van continuar escrivint a la segona meitat del segle. Es van caracteritzar per un rigor més gran en la construcció dramàtica que els dramaturgs de l'Escola de Lope de Vega. També per un esforç de simplificació dels arguments i el nombre de personatges, i per la cura observada en la poesia. Moltes de les seves obres refonen i milloren les de Lope i la seva escola dramàtica. En l'estil s'adverteix l'assimilació dels recursos del culteranisme, especialment a través de l'ús que per al teatre va fer d'ells Calderón. En general van buscar aprofundir en la reflexió intel·lectual o moral en la seva producció. Sovint plantejava dilemes morals, més que caràcters enfrontats. Van escriure moltes obres per als teatres de la cort, que van influir també en les que es representaven en els corrals de comèdies.
Els autors més destacats de l'escola de Calderón van ser Agustín Moreto, amb comèdies precises i de gran equilibri estructural com El desdén con el desdén o El lindo don Diego. Zorrilla, autor d'enginyoses comèdies com Entre bobos anda el juego i drames de gran fondària, com ara Del rey abajo ninguno o Cada cual lo que le toca. També s'adscriuen a aquest corrent dramàtic Cubillo de Aragón (Las muñecas de Marcela), Matos Fragoso (El marido de su madre), Antonio de Solís (Triunfos de amor y fortuna), Antonio Coello (El conde de Sex), Juan Bautista Diamante (El honrado de su padre). Bances Candamo (Por su rey y por su dama), va escriure en els últims anys del segle xvii, i va teoritzar sobre el teatre barroc espanyol en la seva important obra de crítica literària Teatro de los teatros de los pasados y presentes siglos.